# Accident de la vie courante
 (mai 2011).
Si vous disposez d'ouvrages ou d'articles de référence ou si vous connaissez des sites web de qualité traitant du thème abordé ici, merci de compléter l'article en donnant les références utiles à sa vérifiabilité et en les liant à la section « Notes et références ».
 (juin 2018).
Les accidents de la vie courante (AcVC) désignent des événements violents atteignant des personnes à l'exception des agressions, suicides, accidents de la circulation et accidents du travail. Les accidents de la vie courante comprennent les accidents domestiques, les accidents survenus à l’extérieur (magasin, trottoir...), les accidents scolaires, les accidents de sport, les accidents de vacances et de loisirs.

## Mortalité et blessures
En France, les accidents de la vie courante causent chaque année environ 20 000 morts. Dans 61 % des décès, il s'agit d'accidents domestiques (soit 12 000 morts par an).
En France, les accidents de la vie courante causent chaque année environ 4,5 millions de personnes blessées

## Les différents types d'accidents domestiques
Les principales causes sont (le nombre de morts indiqué est pour la France en 2004) :
- chutes (10 520 morts, dont 95 % sont des personnes de plus de 65 ans). Les chutes représentent trois quarts des accidents domestiques.
- suffocation et asphyxie (3 543 morts). Première cause de mort chez les enfants de moins de 5 ans.
- brûlure (en 2010 : 15 004 victimes dont 358 morts)
- intoxication (600 par médicaments et 300 par monoxyde de carbone)
- morsure

### Risque de chutes
Le risque de chutes concerne spécifiquement :
- les enfants de 0 à 6 ans : tomber de la chaise haute, du canapé, de la table à langer, dans les escaliers, d'une fenêtre…
- les personnes âgées ;
- les personnes bricolant ou jardinant en hauteur.

### Risque électrique
L'électricité présente deux dangers :
- le passage accidentel de courant électrique dans le corps humain : accident d'électrisation et d'électrocution.
- le départ d'un feu.

Dans le cadre domestique, l'électrocution ou l'électrisation sont essentiellement dues à des pièces nues sous tension (PNST). Il peut s'agir d'un défaut de conception, c'est le cas par exemple des anciennes prises électriques —, d'un défaut de fabrication, d'une dégradation de l'appareil — un câble dénudé à la suite d'un pincement, de la coque d'un appareil cassée, d'un défaut d'isolation qui met l'enveloppe métallique extérieure en contact avec un fil — ou d'une mauvaise utilisation d'un appareil. Les mesures de prévention consistent essentiellement à :
- utiliser un matériel aux normes en vigueur, en bon état et conformément à sa notice d'utilisation ;
- raccorder l'appareil à une prise murale « de terre », sur un circuit muni d'un disjoncteur différentiel suffisamment sensible.

Un incendie d'origine électrique peut provenir de différentes sources :
- le passage d'un courant trop élevé dans des câbles électriques peut faire fondre la matière isolante de celui-ci et ainsi provoquer un incendie ;
- lorsque deux câbles de circuits différents se touchent cela provoque un court circuit ainsi qu'un arc électrique ce qui peut également conduire à un incendie ;
- plus exactement les experts indiquent que la cause principale des incendies d'origine électrique est due aux échauffements ponctuels accidentels par effet Joule notamment au niveau des connexions, car ces phénomènes restent indétectables.

Les mesures de prévention consistent essentiellement à :
- s'assurer qu'un fil est dimensionné pour la quantité de courant qui va transiter,
  - dans le cas d'une installation électrique fixe, le diamètre des fils dépend du calibre du circuit de protection (disjoncteur, fusible),
  - dans le cas d'un fil raccordé à une prise murale, ne pas empiler les rallonges (prolongateurs) et les multiprises, et pour éviter cette situation, prévoir suffisamment de prises murales dans chaque pièce ;
- protéger le circuit contre les surtension par des disjoncteurs et fusibles de calibre adapté ;
- soigner les jonctions électriques, en particulier le serrage par vis (serre-fils de type domino, sucre électrique), ou bien utiliser des raccords automatiques (bornier sans vis).

### Risque d'incendie
En France, les feux d'habitation ont donné lieu en 2010 à 88 607 interventions de sapeurs-pompiers, impliquant 15 004 personnes, dont 358 décédés, 742 blessés graves, 8 614 blessés légers, et 5 291 impliqués.

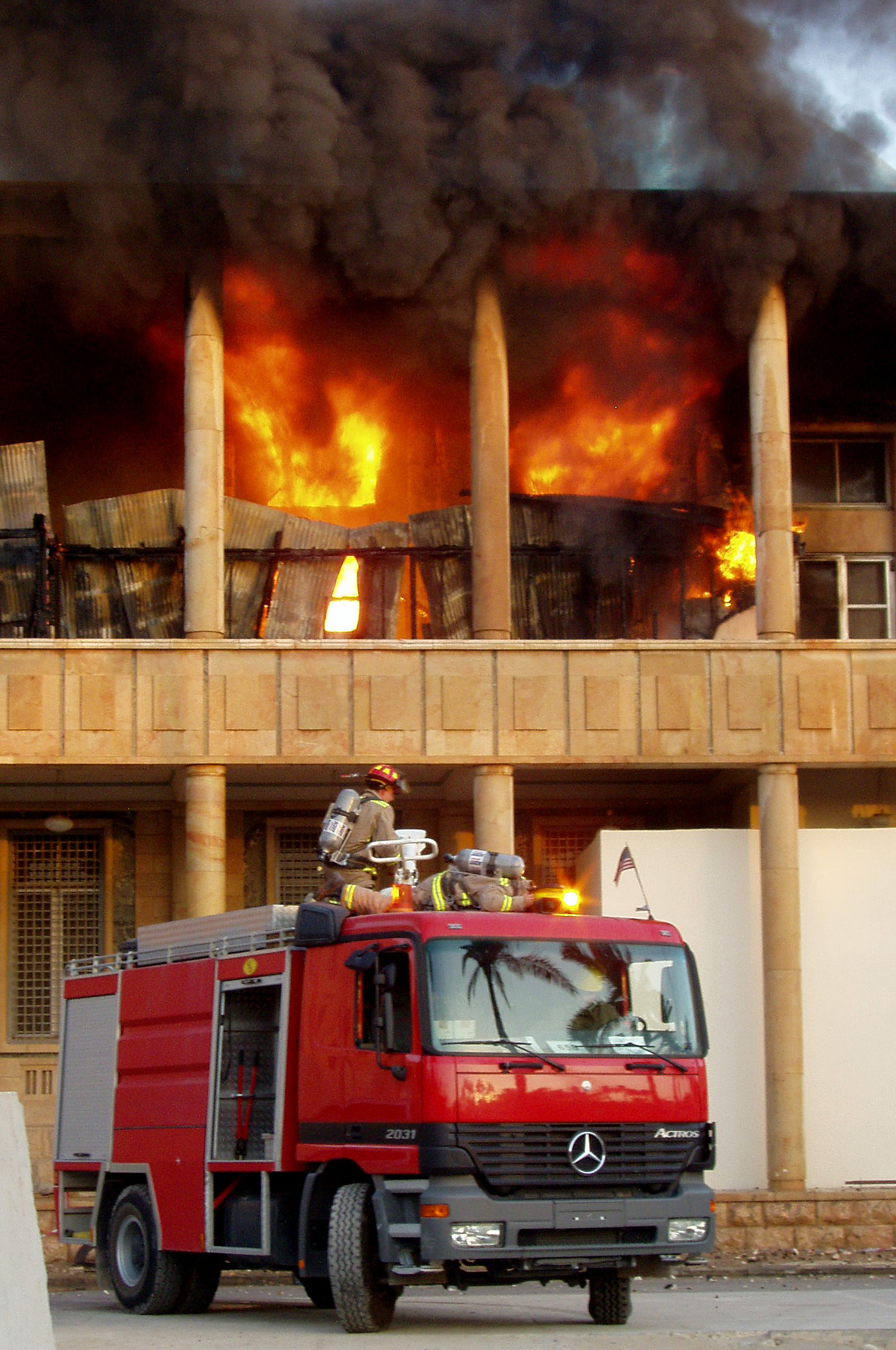
Incendie d'origine électrique le 23 août 2004 dans l'Ambassade des États-Unis en Irak.

La plupart des accidents se déclarent le jour, mais la plupart des morts ont lieu la nuit. Un incendie domestique sur quatre est dû à une installation électrique défectueuse.
Au Canada en 1999, on a dénombré 55 169 incendies entraînant 388 décès (1,2 pour 100 000 hab.) et 2 287 blessés, dont 22 150 incendies domestiques ayant entraîné 284 décès (0,9 pour 100 000 hab.).
Aux États-Unis en 2001, les morts par le feu ont représenté 1,34 morts pour 100 000 habitants, dont 80 % à domicile.
La prévention des incendies passe par la vérification de l'état du logement :
- installation électrique récente ou remise aux normes,
- installation gaz récente ou remise aux normes,
- fils des appareils électriques en bon état,
- cheminée ramonée au moins une fois par an, voire deux, suivant les dispositions prévues localement par la préfecture.

Certains pays, comme le Royaume-Uni, le Canada, la France, la Finlande, les Pays Bas et les États-Unis, ont rendu obligatoire l'installation de détecteurs d'incendie chez les particuliers, ce qui a permis de réduire d'environ 50 % le nombre de décès.
Un extincteur à poudre de type ABC peut permettre d'éteindre un feu naissant.
Prévision : éteindre un feu de friteuse, un feu de gaz, extincteur, évacuation du domicile, alerte précoce aux sapeurs-pompiers.

### Intoxications alimentaires
En France, on estime qu'il y a environ 250 000 à 750 000 intoxications alimentaires par an (soit 400 à 1 210 pour 100 000 habitants), dont environ 70 000 ont fait l'objet d'une consultation aux urgences (113 pour 100 000 hab.) et 15 000 personnes ont été hospitalisées (24 pour 100 000 hab.). Elles causent environ 400 morts par an (0,65 pour 100 000 hab). Aux États-Unis, on dénombre environ 76 millions d'intoxications (soit plus de 26 000 pour 100 000 habitants !), et plus de 2 millions au Royaume-Uni (près de 3 400 pour 100 000 hab.).
La prévention contre les intoxications alimentaires relève essentiellement de l'action de l'État, en mettant en place un service de veille vétérinaire pour surveiller la chaîne agro-alimentaire depuis l'élevage et la culture jusqu'au conditionnement en magasin ou la préparation en restaurant, doté d'un pouvoir d'inspection et de répression ; également en mettant en place une obligation de traçabilité (identification des lots de produits alimentaire pour pouvoir les retirer en cas de découverte d'un problème).
De la part des professionnels, il convient d'adopter des mesures d'hygiène stricte ainsi qu'une surveillance des risques.
Pour les particuliers, il faut respecter les conditions de stockage des aliments (date de péremption, température du réfrigérateur, ne pas recongeler un aliment décongelé, jeter les conserves gonflées) et d'hygiène élémentaire (se laver les mains avant de préparer un repas et de manger, nettoyer les ustensiles de cuisine et la vaisselle, dégivrer et désinfecter le réfrigérateur régulièrement, mettre les déchets dans une poubelle qui sera vidée par les services municipaux).

### Jeunes enfants
Les intoxications médicamenteuses constituent la première cause d'accident domestique pour les enfants de moins de quatre ans en France.
Ingestion et inhalation d'objet (normes pour les jouets, cacahuètes, bouchons de stylo percés).

### Défenestration
Chaque année les défenestrations causent plus ou moins 250 victimes[évasif], en particulier chez les enfants de moins de 10 ans.

### Autres
- Ingestion et inhalation de produits toxiques ou médicaments, brûlures chimiques (identification des bouteilles, placard fermé ou hors de portée des enfants).
- Risque électrique : cache-prise électrique.
- Brûlures thermiques : queues des casseroles.
- Noyades en piscines privées, surveillance sur la plage.